# 셰프 샐러드
셰프 샐러드(chef salad)는 미국의 샐러드이다. 양상추 위에 저민 닭고기, 햄, 치즈 따위를 얹어 만든다.

## 같이 보기
- 샐러드 목록(en)